# Protonotaria
Protonotaria là một chi chim trong họ Parulidae.